# Acanthermia xanthopterygia
Acanthermia xanthopterygia är en fjärilsart som beskrevs av William James Kaye 1901. Acanthermia xanthopterygia ingår i släktet Acanthermia och familjen nattflyn. Inga underarter finns listade i Catalogue of Life.